# Saint-Jean-en-Royans

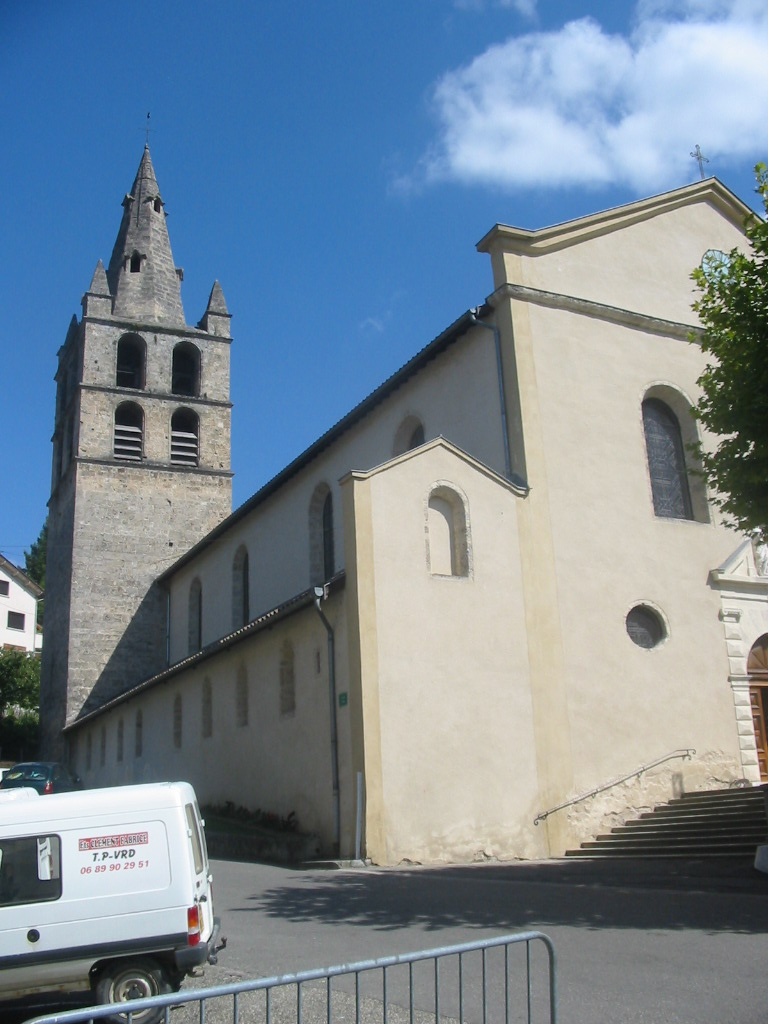
Kościół w Saint-Jean-en-Royans, 2009

Saint-Jean-en-Royans – miejscowość i gmina we Francji, w regionie Owernia-Rodan-Alpy, w departamencie Drôme.
Według danych na rok 1990 gminę zamieszkiwało 2895 osób, a gęstość zaludnienia wynosiła 104 osoby/km² (wśród 2880 gmin regionu Rodan-Alpy Saint-Jean-en-Royans plasuje się na 306. miejscu pod względem liczby ludności, natomiast pod względem powierzchni na miejscu 267.).